# Station Poelkapelle
Station Poelkapelle is een voormalig spoorwegstation in het dorp Poelkapelle, een deelgemeente van Langemark-Poelkapelle. Het lag aan spoorlijn 63, die eind jaren 80 opgebroken werd en nu dienstdoet als groene as; de Vrijbosroute.
Tijdens de Eerste Wereldoorlog werd het originele stationsgebouw vernietigd. Na de oorlog deed een barak dienst als station. In de jaren 1920 werd het station met bakstenen heropgebouwd in de typische 'villastijl' van toen. Dit gebouw is nog altijd bewaard.
0,0: Torhout ·
6,7: Kortemark ·
9,7: Sint-Jozef ·
12,9: Staden ·
16,9: Westrozebeke ·
19,7: Poelkapelle ·
22,7: Langemark ·
27,1: Boezinge ·
31,0: Brielen ·
32,3: Ieper